# 貓捉老鼠
《貓捉老鼠》是由日本南夢宮於1983年發行的橫板平台遊戲。玩家扮演著一個叫做「Mappy小警察」（Mappy the Micro Police，以下簡稱Mappy）的警察老鼠，取得物品，並躲過貓咪們的攻擊，即可過關。

## 遊戲概要
遊戲開始，玩家有三條命可以用（出廠預設值為三條命）。Mappy要取得遊戲中所有的物品，全數取得，才能過關。遊戲中的物品如下：
- 收音機，可得100點。
- 電視機，可得200點。
- 個人電腦，可得300點。
- 蒙娜麗莎的微笑，可得400點。
- 保險箱，可得500點。

每關遊戲，除獎勵遊戲（bonus game）外，都有上述五件物品，每樣都有兩個。如果Mappy連續取得兩樣相同的物品，可以按照次數將取得分數加倍。例如：如果玩家一開始連續取得兩台錄音機，則玩家可以得到100 + (100 × 2)分，則有300分可取得，接著玩家又連續取得兩台電視機，則玩家可以得到200 + (200 × 3)分，則有800分可以取得。如果循序漸進，從取得最低分物件開始，最後取得最高分物件，一關可以取得8,500點的成績。

### 敵人
遊戲中有敵人，會阻礙Mappy的進行，但也會有幫助Mappy加分的時候。
此遊戲的敵人有：
淘氣貓（Meowky - Naughty Folks）
粉紅色的小貓，通常在每次關卡內的開始有三隻。比較會追著Mappy跑，讓Mappy容易失誤而損失生命。
貓老大（Goro/Nyamco - Boss the Big Bit）
淘氣貓的老大，只會循序漸進地走，不會像淘氣貓，只會盲目追逐Mappy。
貓老大會藏身在物品後面。如果Mappy取得了有藏身在物品後的貓老大，除了物件分數外，貓老大還會再給1,000分的成績。
如果Mappy在左右行走，接觸到淘氣貓或貓老大，Mappy損失一條生命。

### 輔助物品
幫助Mappy過關的，有跳躍繩與兩種門。

#### 跳躍繩
Mappy可以在遊戲中，利用跳躍繩，到達想要的樓層，取得物件。一般遊戲中，Mappy可以在同一條跳躍繩上，連續跳躍三次，此時的跳躍繩呈現紅色；如果Mappy還利用這條紅色的跳躍繩跳躍，地下是畫面最底端或某樓層的地板上，Mappy同樣也會損失一條生命；若斷裂的跳躍繩底下還是跳躍繩的話，Mappy不會損失生命。
如果Mappy跳躍三次內，移動到一個樓層，跳躍繩就會恢復原來的彈性（綠色），Mappy就可以在上面跳躍。
淘氣貓與貓老大使用跳躍繩，不會影響其彈性。因此，僅有Mappy會影響跳躍繩的彈性。而Mappy在跳躍之間，如果有貓老大與淘氣貓共同在同一條跳躍繩上跳躍，Mappy是不會損失生命的。
但如果玩家是在獎勵遊戲內，跳躍繩就不會恢復，只會慢慢衰減其彈性。

#### 門
門有兩種，一種是普通木門，另外一種是強力門。
普通木門
是每一個樓層都有的門。Mappy能開啟，淘氣貓與貓老大也能輕易地開啟。但在門板處於關閉的狀態之下，Mappy若向著迎面而來的淘氣貓或貓老大將門打開，則敵人會暫時被打暈，幾秒後恢復行動。
門是可反覆打開或關上的。
強力門
強力門是在螢幕上不斷閃爍的門，一個關卡有四扇這樣的門。強力門比普通木門還要厚，只有Mappy能夠打開與使用。使用完後的強力門，就會變為普通木門，跟普通木門一樣的能力。
Mappy使用了強力門後，強力門會從把手的方向放出強風，捲走淘氣貓或貓老大。僅捲走淘氣貓的話，視數量從400點、800點、1,200點、1,600點、2,000點、3,000點、4,000點，最高到5,000的成績累加。如果連貓老大也被捲走，成績加倍。
被捲走的淘氣貓或貓老大，過一陣子後，又會從關卡的中心點最上層跳下來，繼續在關卡內活躍。

#### 鈴鐺
鈴鐺是在屋頂上的物件，可以攻擊跳躍在跳躍繩上的淘氣貓或貓老大。被攻擊後的淘氣貓或貓老大，可以讓玩家得分，一陣子後，淘氣貓或貓老大又會恢復於被攻擊的地方，再開始繼續活躍於關卡。

### 獎勵遊戲
獎勵遊戲有兩種關卡內容，但共同目的，就是要取得15顆紅色氣球，以及藏身在一個藍色大氣球的貓老大。取得一個紅色氣球，可以得200點的成績；取得最後的藍色氣球，可以得2,000點的成績。
音樂結束前，只要玩家取得所有的氣球，以及取得藍色氣球，將貓老大揪出來，還可以額外得到「perfect game」的5,000點成績。

## 系列續作
- 貓鼠大戰2[1]（マッピーランド）
- 老鼠小子[2]（マッピーキッズ）